# 中国南方航空河南航空有限公司
中国南方航空河南航空有限公司（简称南航河南航空或南航河南公司）是中国南方航空股份有限公司的控股子公司，由中国南方航空股份有限公司和河南民航发展投资有限公司以3:2的比例共同出资在原南航河南分公司基础上组建。南航河南航空使用南航企业标识与代码，机队涂装亦与南航一致。

## 历史沿革
中国南方航空河南航空有限公司的前身为中国南方航空公司河南分公司，于1992年8月由中国民航河南省管理局分立。2000年8月4日，河南省地方航空公司中原航空并入中国南方航空，原中原航空的机队和其他资产由南航河南分公司接管。
2013年，南航与河南民航发展投资有限公司按3:2的比例共同出资在南航河南分公司的基础上组建成立中国南方航空河南航空有限公司，并于2014年9月19日正式独立运营。惟南航河南航空并非独立承运人，而是使用母公司南航的代码、呼号和品牌。

## 现役机队

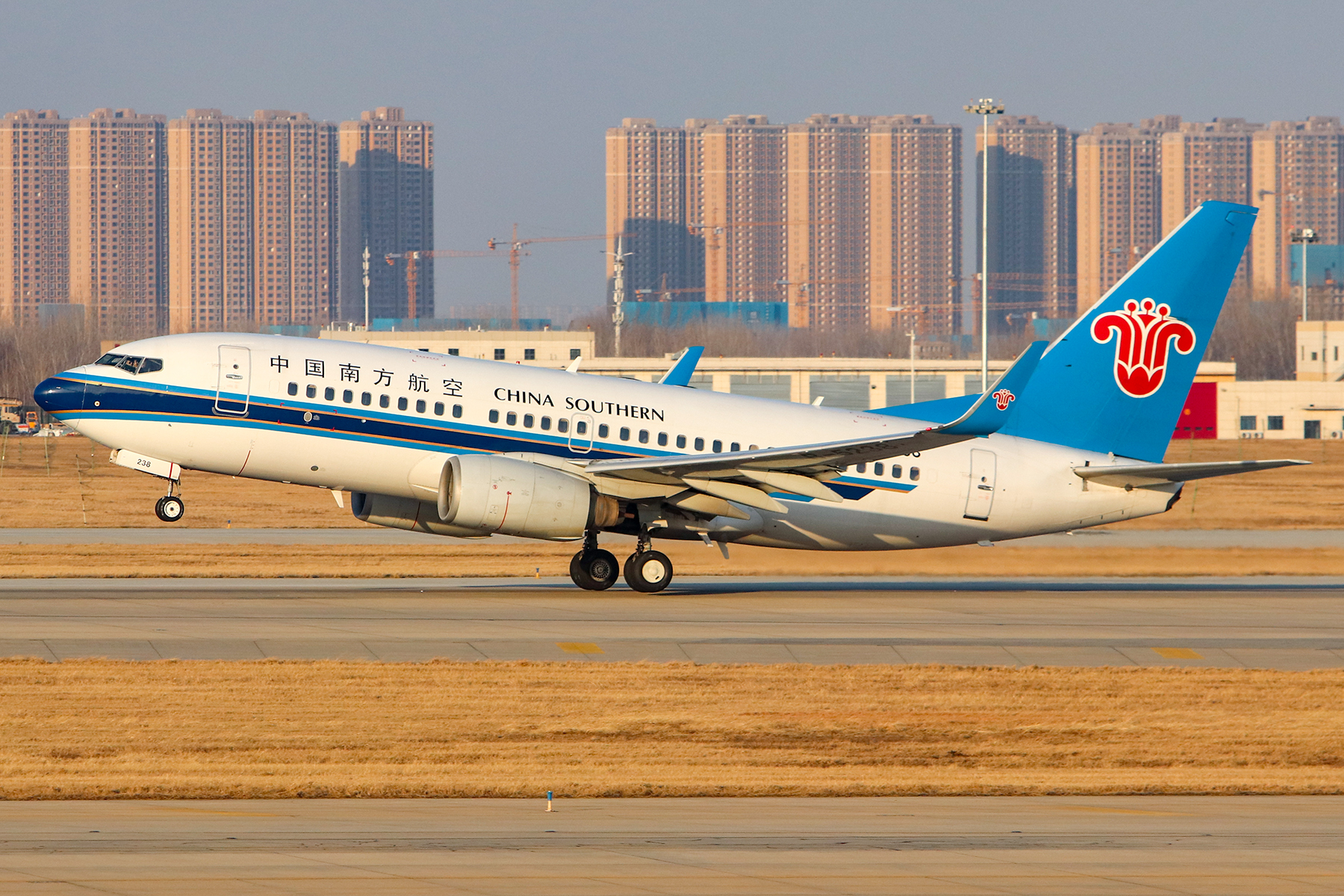
南航河南航空的波音737-700型客机

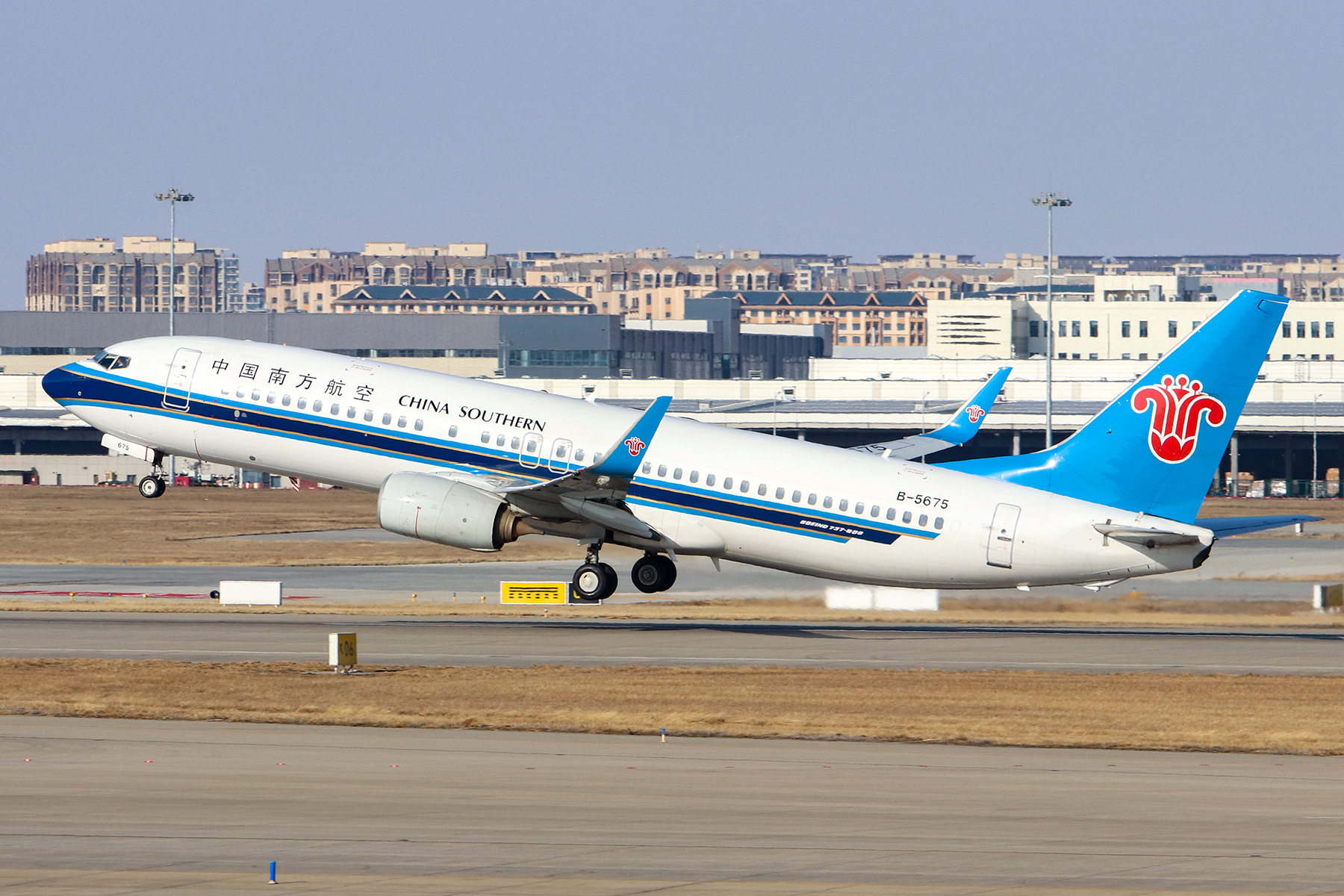
南航河南航空的波音737-800型客机（南航标准涂装）

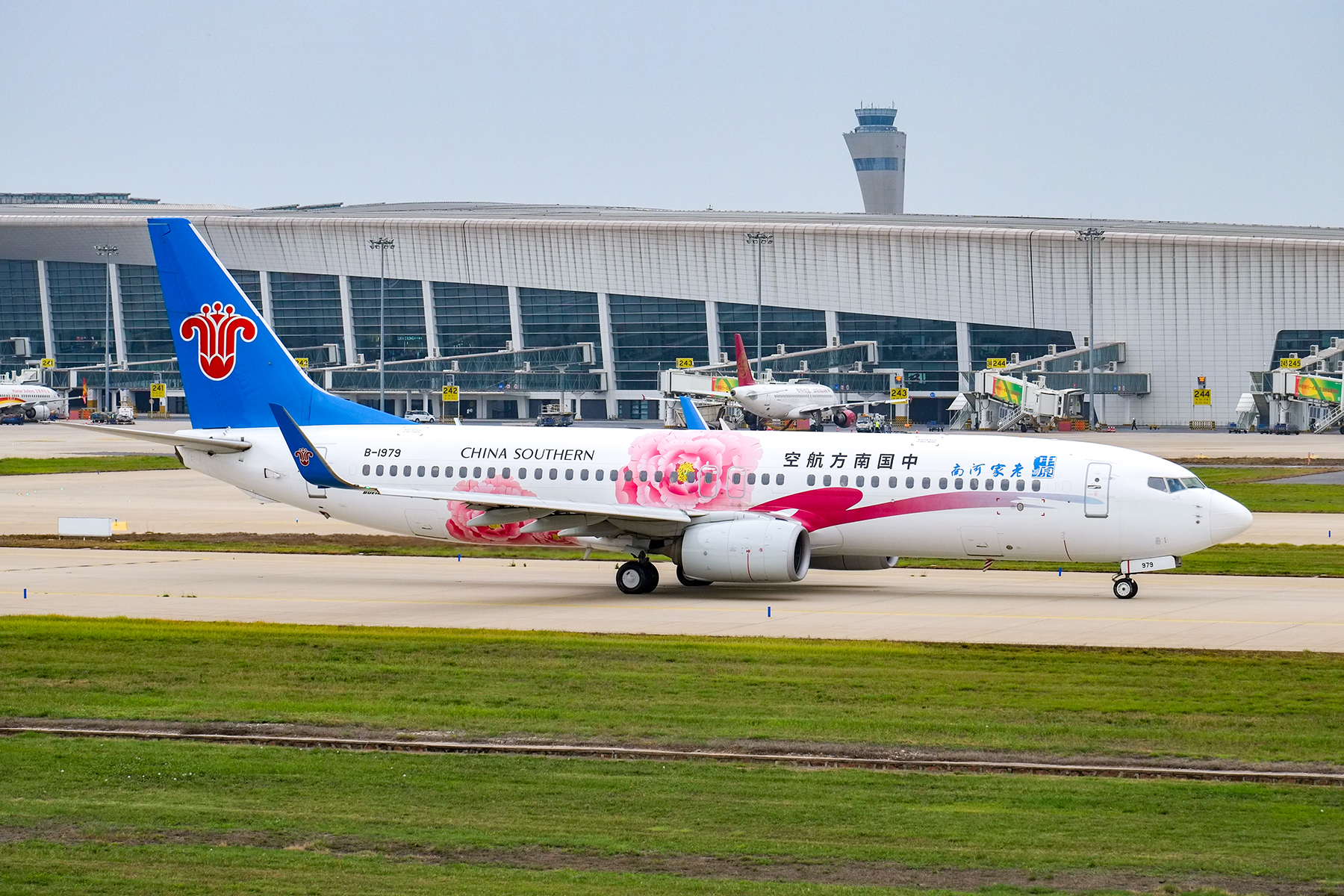
南航河南航空的波音737-800型客机（B-1979 “老家河南”彩绘）

截至2024年10月，南航河南航空共执管29架波音737客机，包括4架波音737-700型与25架波音737-800型。
| 机型        | 数量 | 载客量 | 载客量 | 载客量 | 备注                                                                   |
| 机型        | 数量 | C      | Y      | 总数   | 备注                                                                   |
| ----------- | ---- | ------ | ------ | ------ | ---------------------------------------------------------------------- |
| 波音737-700 | 4    | 4      | 124    | 128    | 注册号：B-5233、B-5238、B-5275、B-5290                                 |
| 波音737-800 | 3    | 8      | 156    | 164    | 注册号：B-1923、B-1979、B-1980 B-1979涂有“老家河南”彩绘                |
| 波音737-800 | 7    | 4      | 165    | 169    | 注册号：B-2696、B-2697、B-5021、B-5022、B-5040、B-5042、B-5067         |
| 波音737-800 | 8    | 4      | 168    | 172    | 注册号：B-5193、B-5446、B-5675、B-5677、B-5678、B-5698、B-5715、B-5745 |
| 波音737-800 | 7    | 4      | 174    | 178    | 注册号：B-1400、B-1401、B-1403、B-1405、B-1406、B-1412、B-1582         |
| 总数        | 29   |        |        |        |                                                                        |

## 已退役机队

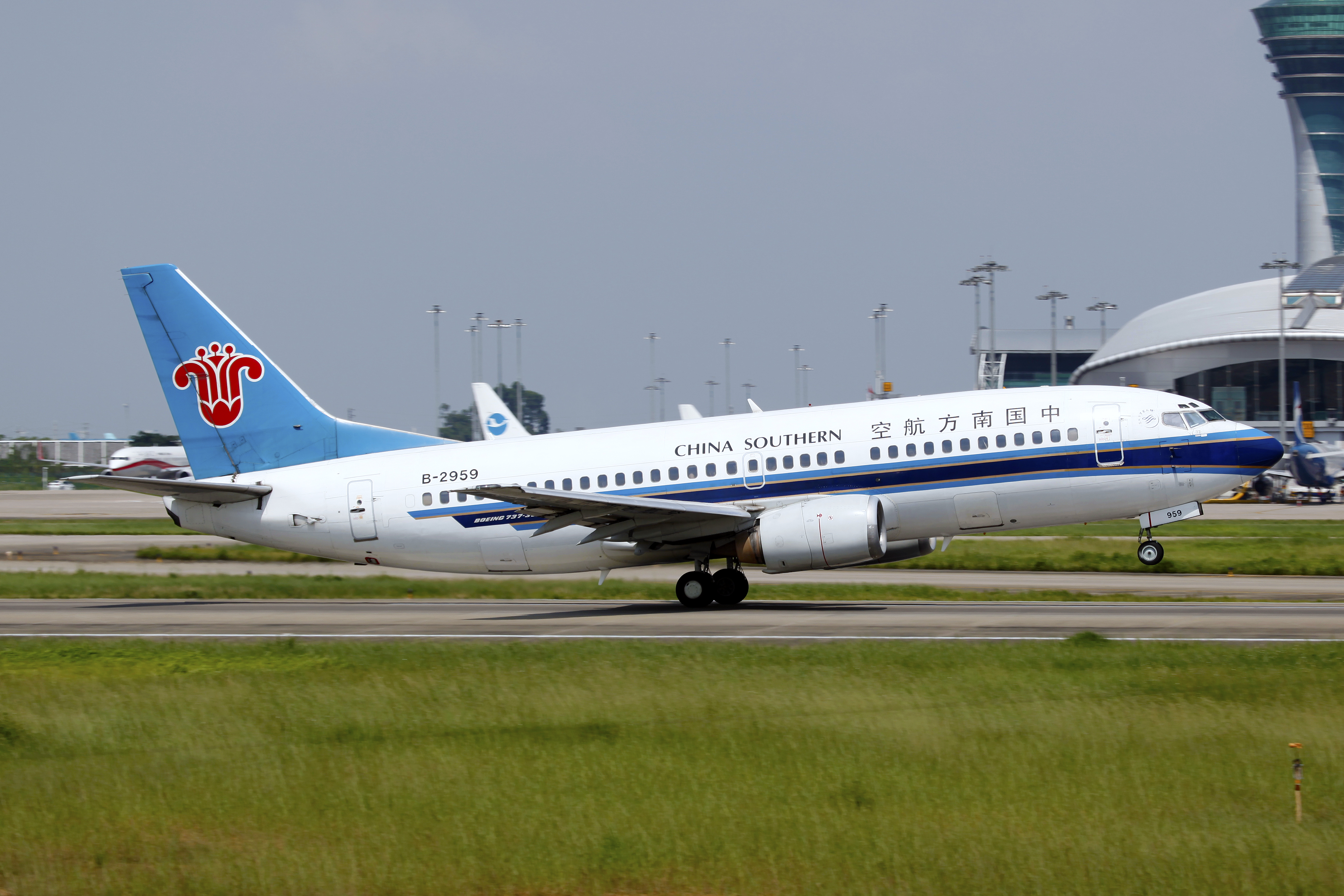
南航河南航空的波音737-300型客机，该机（B-2959）为中国大陆最后一架退出运营的波音737-300型客机

南航河南航空（包括原南航河南分公司）曾运营12架波音737-300型客机，其中5架为原中原航空的飞机。最后一班由波音737-300型客机执飞的航班于2017年5月8日从杭州飞往郑州（航班号CZ3746），由注册号为B-2959的飞机执飞，该机亦成为中国民航最后一架退出运营的波音737-300型客机。